# 克拉丘比尤島
克拉丘比尤島（Claquebue Island），是南極洲的島嶼，位於阿黛利地，長0.5公里，處於德魯岩以东0.1公里，屬於寇松群島的一部分，在1951年由法國探險隊繪入地圖，并以小说 《绿马》 中的村庄命名，現時由南極條約體系管理。